# Tesseracme tesseragona
Tesseracme tesseragona är en blötdjursart som först beskrevs av Sowerby in Broderip och Sowerby 1832.  Tesseracme tesseragona ingår i släktet Tesseracme och familjen Dentaliidae. Inga underarter finns listade i Catalogue of Life.